# Clube recreativo
Um clube recreativo é uma área que possui instalações para recreação. Pode ter campos para a de esportes como futebol, basquete, vôlei e peteca, além de piscinas adultas e infantis e olímpicas. Também pode ter sauna, piscina de hidromassagem e academia, além de atividades desportivas.
Os clubes recreativos costumam receber visitantes principalmente no verão. Apesar de menos numerosos no Brasil, os clubes com piscinas de água quente costumam receber muitos visitantes principalmente no inverno.
Para usufruir, o usuário precisa pagar uma taxa de entrada ou assinar um plano (tornar-se sócio do clube).